# Asburgo di Spagna
Con Asburgo di Spagna si intende il ramo spagnolo degli Asburgo, distinto dal ramo austriaco, che regnò sulla penisola iberica e sui territori controllati dal regno di Spagna dal XVI al XVII secolo.
Il ramo spagnolo della dinastia si creò con l'abdicazione di Carlo V nel 1556, la quale sanciva la suddivisione delle terre asburgiche tra i due eredi dell'Imperatore: a Ferdinando, suo fratello minore, venne concesso il governo sull'Austria (in forza del Trattato di Worms del 1521) e la successione al trono imperiale (in forza dell'elezione del 1531), mentre al figlio Filippo vennero concessi i territori di Spagna, Paesi Bassi, Italia meridionale , e colonie Americane. Carlo V aveva abdicato a favore del figlio nel 1554 al trono di Napoli, successivamente nel 1556 abdicò anche ai troni di Spagna, Sicilia, e Sardegna.
Degli undici figli avuti dalle sue quattro mogli, a succedere Filippo II fu il suo unico figlio ad aver raggiunto l'età adulta, Filippo III. A Filippo III successe il figlio Filippo IV, e a quest'ultimo successe il figlio Carlo II, unico figlio maschio ad aver raggiunto l'età adulta. Carlo II fin dalla nascita era un bambino malaticcio, tanto da essere considerato maledetto e chiamato "lo Stregato"; i problemi di salute del giovane re erano dovuti all'eccessiva consanguineità degli Asburgo. Carlo II morì il 1º novembre 1700 a soli 39 anni e privo di eredi, facendo così estinguere la dinastia degli Asburgo regnante sull'Impero di Spagna.
La Corona di Spagna e i reami ad essa connessi passarono secondo testamento a un discendente in linea femminile, Filippo V, nipote del re Luigi XIV di Francia, che andò così a fondare la dinastia dei Borbone di Spagna, ramo cadetto dei Borbone che regna tutt'oggi da quasi trecento anni, salvo brevi interruzioni, sulla Spagna.

## Storia
I due rami ebbero inizio nel gennaio 1556 con l'abdicazione di Carlo V e la suddivisione dei suoi domini fra il figlio Filippo II e il fratello Ferdinando I. Spagna e Francia erano allora esauste per le lunghe guerre (nel 1557 fecero entrambe bancarotta). La guerra fu risolta dalla battaglia di San Quintino, in Francia, in cui le truppe spagnole ebbero la meglio. Dopo la vittoria sui francesi furono avviate le trattative di pace, che si conclusero nel 1559 con la pace di Cateau-Cambrésis; tale accordo, sancì la supremazia spagnola in Europa e in Italia.
Durante il regno di Filippo II si verificarono molte guerre, soprattutto nei Paesi Bassi, ma si svilupparono anche la cultura e l'arte. Filippo II cercò anche di ottenere una maggiore compattezza politica perseguitando le minoranze religiose. A questo scopo ristabilì l'inquisizione spagnola, con l'obiettivo di identificare i mori e gli ebrei, che avevano simulato la conversione al cristianesimo per evitare l'espulsione. Dato il contrasto militare in corso con l'impero turco, la presenza in Spagna di circa 300.000 moriscos, ancora profondamente legati alla cultura araba, costituiva un problema politico. Filippo II mise in atto diverse misure per ottenere la loro ispanizzazione, ad esempio proibendo l'uso della lingua araba (1564). Nel 1568-1570, però, dovette reprimere la rivolta di 30.000 moriscos armati. Gli Asburgo di Spagna, parteciparono anche alla battaglia di Lepanto (10 agosto 1571), nella quale una potente flotta cristiana sconfisse la flotta turca.
Filippo II affrontò due importanti guerre, che cambiarono il corso della storia; la prima fu quella di indipendenza olandese, nella quale i Paesi Bassi si divisero in Repubblica delle Sette Province Unite e Paesi Bassi meridionali spagnoli (approssimativamente corrispondenti al Belgio), con questi ultimi che rimasero sotto il controllo spagnolo fino al 1700. L'assassinio del re di Francia nel 1589 e il coinvolgimento della Spagna nella guerra civile, che ne seguì, determinò un'altra lunga guerra contro Francia, Inghilterra e Sette Province; la seconda guerra venne combattuta sui mari contro l'Inghilterra, il cui sviluppo marinaro insidiava la potenza spagnola nelle Americhe. Essa terminò nel 1588 con la sconfitta dell'Invincibile Armata; questa sconfitta segnò l'inizio del declino della Spagna, che mezzo secolo prima era egemone in Europa e nelle Americhe.

## Re di Spagna della Casa d'Asburgo

### Filippo II

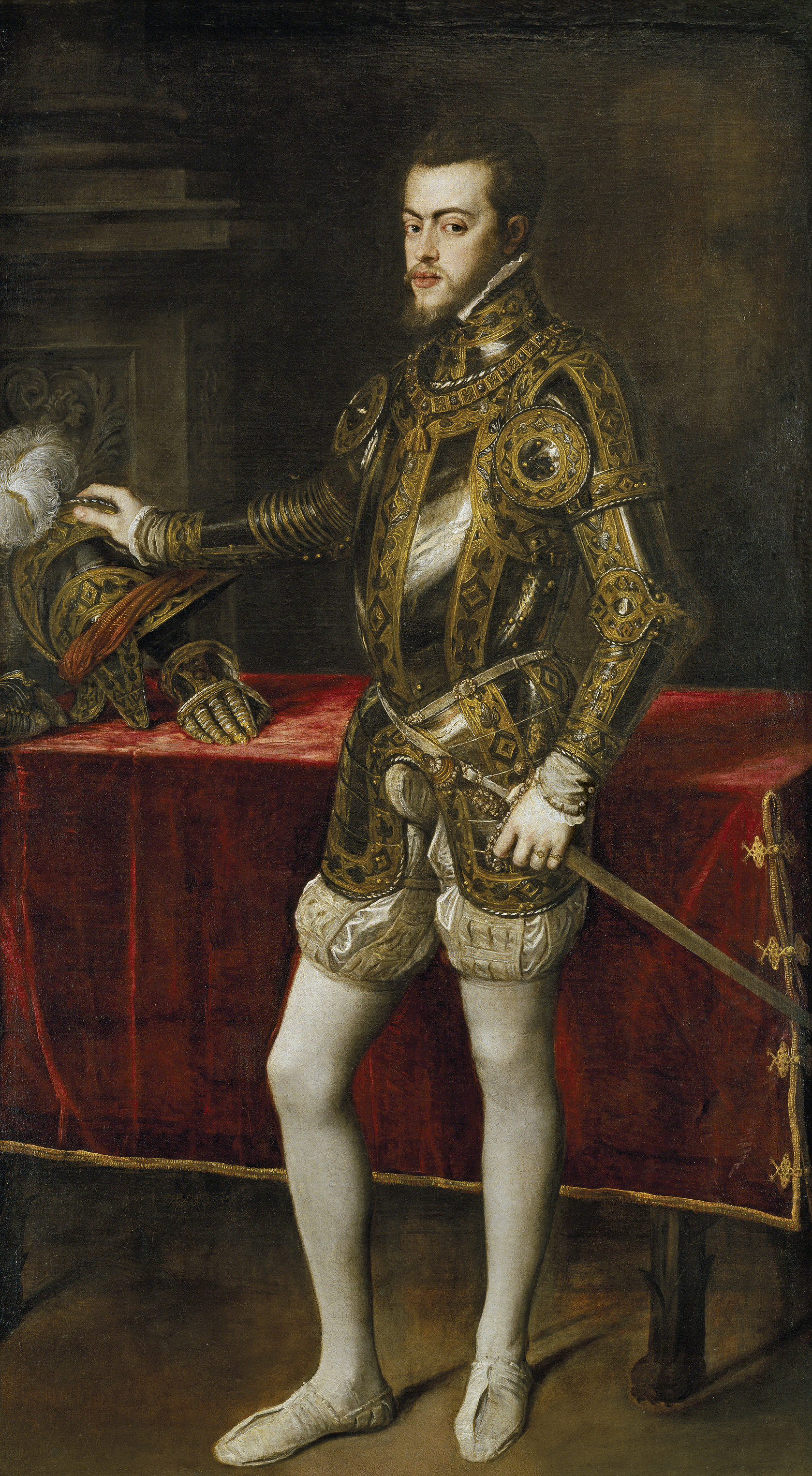
Filippo II

Fu il primo Re di Spagna (intesa come l'intera penisola iberica) dal 1556.
Non ancora re, il suo primo matrimonio (1543) fu con sua cugina, la principessa Maria Emanuela d'Aviz, che gli diede un figlio, Don Carlos di Spagna (1545-1568). In seguito alla morte della consorte Maria nel 1545, strinse un'alleanza con l'Inghilterra sposando nel 1554 la cattolica Regina Maria I d'Inghilterra (detta la "Cattolica" o la "Sanguinaria"), della casata Tudor, che morì poco dopo, nel 1558.
Filippo II, proclamatosi leader della Riforma Cattolica, assunse il trono ereditando enormi risorse: da suo padre i domini degli Asburgo in Spagna, Italia e Borgogna, comprendenti la Castiglia, l'Aragona, la Sardegna, i Paesi Bassi, la Franca Contea, Napoli, la Sicilia, il ducato di Milano e le colonie nell'America Latina.
Il regno di Filippo fu forse l'acme della potenza spagnola in Europa. Nel 1559 la sessantennale guerra con la Francia si concluse con la firma della Pace di Cateau-Cambrésis. Fece parte del processo di pace il terzo matrimonio di Filippo con la principessa Elisabetta di Valois, figlia di Enrico II di Francia, che in effetti era stata precedentemente promessa a suo figlio Don Carlos. Elisabetta (1545-1568), diede alla luce due figlie, ma nessun figlio. Il suo regno fu tormentato da problemi finanziari e minacciate invasioni da parte musulmana, come anche dal conflitto con l'Inghilterra e la rivolta dei Paesi Bassi. Inoltre Filippo dovette affrontare delle ribellioni contro il suo governo nella stessa Spagna, soprattutto la rivolta dei Moriscos (discendenti di quei musulmani convertiti con la forza al cattolicesimo durante la guerra della Reconquista portata avanti dai re cattolici, Ferdinando d'Aragona e Isabella di Castiglia, e terminata nel 1492 con la vittoria di Granada).
Dopo la morte della cattolica Maria Tudor, moglie di Filippo, il trono d'Inghilterra era andato ad Elisabetta, la figlia protestante di Enrico VIII. Ma per la loro avversione al divorzio, questa unione era considerata illegale dai cattolici inglesi, che invece reclamavano il trono per Maria Stuarda, regina di Scozia, discendente cattolica di Enrico VII. L'esecuzione di Maria Stuarda nel 1587 diede a Filippo il pretesto per un'invasione dell'isola. Filippo allestì così la famosa Invincibile Armata, con centotrenta galeoni e trentamila uomini a bordo. Nonostante l'imponenza della flotta spagnola, il cosiddetto "Vento protestante" distrusse le speranze di Filippo, permettendo alla piccola e agile flotta inglese di tartassare i pesanti galeoni spagnoli. Filippo allestì altre due armate, entrambe senza successo, e questa particolare guerra tra Spagna e Inghilterra arrivò ad uno stallo, fino alla morte dei due sovrani.
La disfatta dell'Invincibile Armata comportò anche il successo della ribellione dei Paesi Bassi. Filippo, malato per i restanti dieci anni della sua vita, lasciò la Spagna arretrata rispetto ai suoi vicini dell'Europa occidentale.
Alla fine del secolo, il regno di Filippo era un fallimento pressoché completo, con i Paesi Bassi liberi e i progetti spagnoli sull'Inghilterra compromessi. Alla sua morte, l'annessione del Portogallo rimase uno dei suoi maggiori successi, destinata a durare ancora per un po'. Morì nel 1598 e gli succedette suo figlio, il re Filippo III.
Filippo II si sposò quattro volte e sopravvisse a tutte le sue mogli:
1. Nel 1543 con Maria Emanuela d'Aviz (morta nel 1545): da lei ebbe Don Carlos (8 luglio 1545 - 24 luglio 1568).
2. Nel 1554 con Maria I Tudor (morta nel 1558): non ebbero figli.
3. Nel 1559 con Elisabetta di Valois (morta nel 1568): da lei ebbe le infante Isabella Clara (12 agosto 1566 - 1º dicembre 1633) e Caterina Michela (10 ottobre 1567 - 6 novembre 1597)
4. Nel 1570 con Anna d'Austria, sua nipote (morta nel 1580): ebbero cinque figli, Ferdinando (4 dicembre 1571 - 18 ottobre 1578), Carlos Lorenzo (12 agosto 1573 - 30 giugno 1575), Diego Félix (12 luglio 1575 - 21 novembre 1582), Felipe (3 aprile 1578 - 31 marzo 1621), Maria (14 febbraio 1580 - 5 agosto 1583). Solo Felipe raggiunse l'età adulta e divenne re Filippo III di Spagna.

### Filippo III

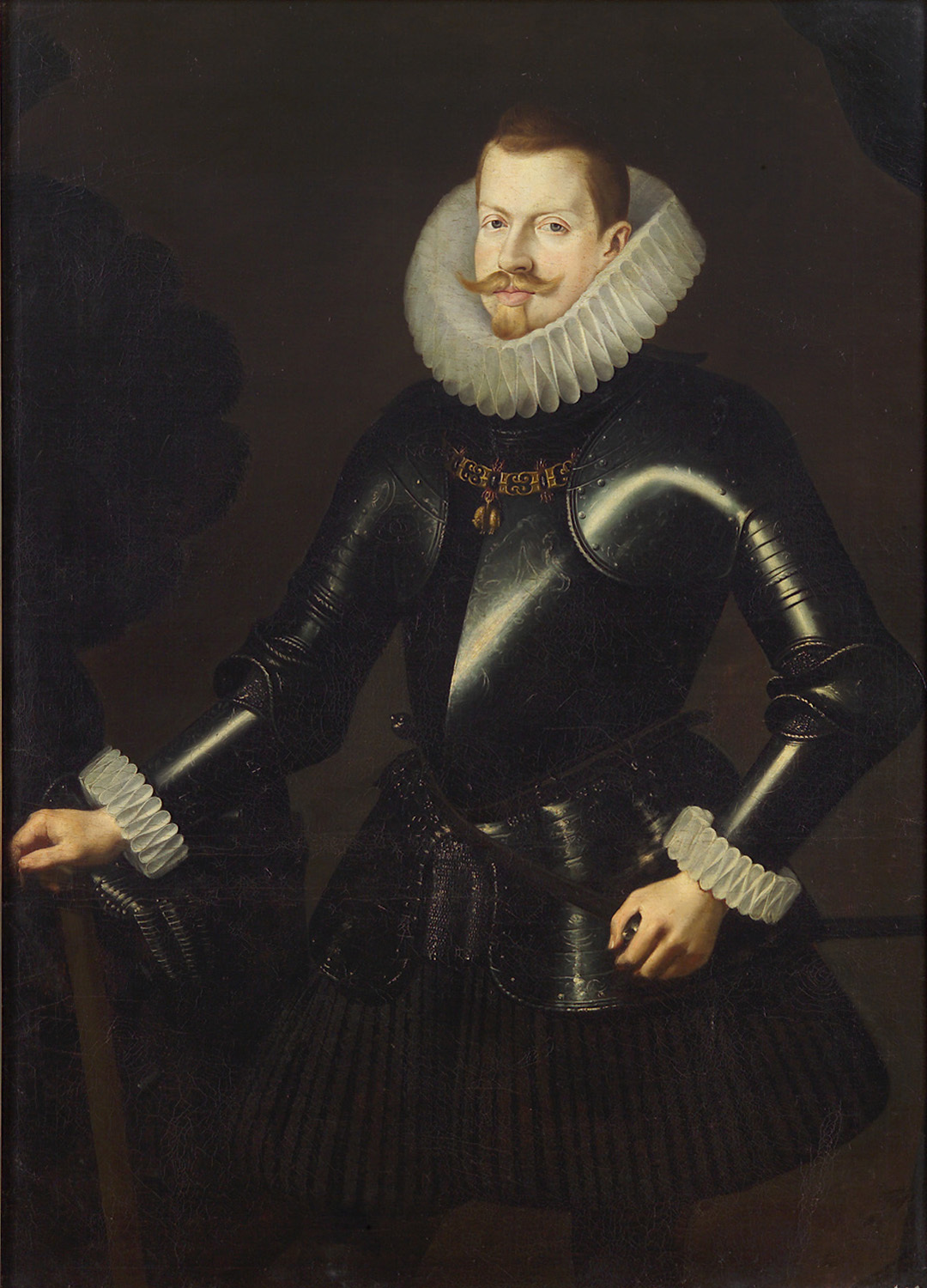
Filippo III di Spagna

Era il figlio di Filippo II di Spagna e della sua quarta moglie, la nipote Anna d'Austria, arciduchessa d'Austria, figlia dell'imperatore Massimiliano II.
In politica estera, sotto il suo regno, vennero riportati numerosi successi: venne conclusa con i Paesi Bassi una pace di dodici anni (1609), le relazioni diplomatiche con l'Inghilterra si normalizzarono e la Corona si assicurò l'amicizia della Francia con il matrimonio tra sua figlia Anna d'Austria e Luigi XIII.
Sposò nel 1599 Margherita d'Austria-Stiria, sorella di Ferdinando II, dalla quale ebbe otto figli:
1. Anna d'Austria (1601-1666), che sposò Luigi XIII di Francia;
2. il futuro re di Spagna Filippo IV (1605-1665)
3. Maria Anna di Spagna (1606-1646), che sposò suo cugino, l'imperatore Ferdinando III d'Asburgo.
4. l'infante don Carlos (1607-1632)
5. Ferdinando (1609-1641), cardinale, che divenne Governatore dei Paesi Bassi spagnoli.

Maria (1603), Margherita (1610) e Alfonso (1611) morirono lo stesso giorno della nascita.
Gli succedette il figlio Filippo IV.

### Filippo IV

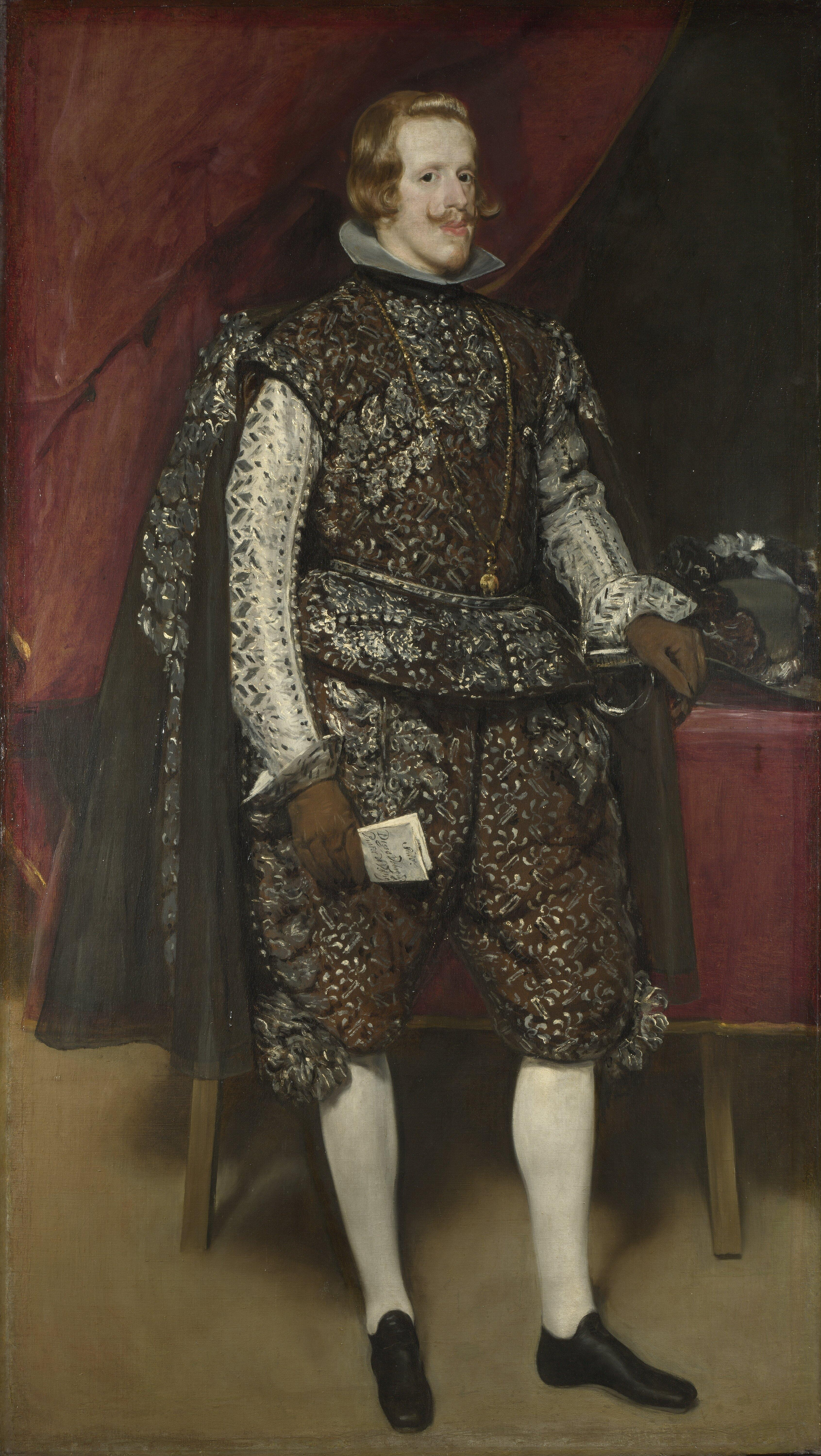
Filippo IV di Spagna

Il regno di Filippo IV, poco movimentato all'inizio, finì per essere caratterizzato da una decadenza politica e militare, tanto che egli fu a lungo ritenuto responsabile del declino spagnolo, che fu piuttosto dovuto a cause organiche assai fuori dalla portata dei singoli attori. Certamente Filippo IV dimostrò maggiore determinazione ed energia (tanto fisica quanto mentale) del diffidente padre. Di lui ci restano poi le traduzioni manoscritte di alcuni testi di politica di Guicciardini. Gli era infine riconosciuta una certa destrezza come cavallerizzo e come cacciatore.
Dopo la morte di Filippo III nel 1621, dovuta ad una febbre contratta nel 1619, sulla via del ritorno da un viaggio in Portogallo, dove il figlio era stato designato come successore alla corona portoghese, il nuovo re scelse Olivares come valido. Filippo aveva solo sedici anni in quel momento e per questo decise di procurarsi una guida nella difficile conduzione dell'immenso regno. Olivares era, del resto, decisamente più onesto e capace del predecessore duca di Lerma. Raggiunta la maggiore età, a Filippo mancò la necessaria fiducia nei propri mezzi per liberarsi dell'influenza del valido, il quale lo spinse ad intrattenersi in faccende frivole. Nel 1643, quando il disastro era ormai inevitabile e a Olivares toccò dimettersi, Filippo non era più in grado di mettere mano alla pericolosa situazione del regno multinazionale peggio organizzato d'Europa. Dopo un breve tentativo in questa direzione, affondò di nuovo nell'indolenza e lasciò ad un nuovo valido (parente di Olivares), il compito di governare.
La monarchia spagnola di Filippo IV si vide minacciata da una recessione economica che afflisse l'intero continente, ma che in Spagna fu più sensibile a motivo dei costi dell'ambiziosa politica estera. Oltre all'inasprimento delle imposte, ciò condusse al sequestro di carichi di metalli preziosi provenienti dalle Indie, alla vendita di cariche pubbliche, ad una disinvolta manipolazione del valore monetario reale, ecc. Olivares provvide inoltre a confiscare i beni di molti nobili accusati di corruzione.
Ogni tentativo di riequilibrare il pesantissimo carico fiscale del regno fallì soprattutto per le fortissime resistenze dei ceti elevati (che accettarono solo un'imposta straordinaria sul reddito). Andò in porto una riforma dell'ordinamento bancario, riorganizzato attraverso la creazione di monti di pietà, la forte riduzione dei dazi interni e la creazione di un'unica banca centrale che abolì quelle precedenti.
Con Elisabetta di Francia, 1603-1644 (figlia di Enrico IV di Francia) - sposata nel 1615 a Burgos
1. Infanta Maria Margarita (1621)
2. Infanta Margarita Maria Catalina (1623)
3. Infanta Maria Eugenia (1625-1627)
4. Infanta Isabel Maria Teresa (1627)
5. Baltasar Carlos (1629-1646)
6. Infanta Maria Ana Antonia (1636)
7. Maria Teresa (1638-1683), regina consorte di Francia come prima moglie di Luigi XIV di Francia

Con Marianna d'Austria (o Maria-Anna d'Austria) - nel 1649 (nipote di Filippo IV poiché figlia di sua sorella Maria Anna di Spagna)
1. Margherita Teresa di Spagna (21 luglio 1651 - 12 marzo 1673) sposa nel 1666 il cugino Leopoldo I d'Asburgo
2. Infanta Maria Ambrosia de la Concepción (1655)
3. Felipe Próspero (1657-1661).
4. Infante Tomas Carlos (1658-1659)
5. Carlo II di Spagna (1661-1700)

Morì a Madrid il 17 settembre 1665, gli succedette il malaticcio figlio Carlo II.

## Il declino e la fine della dinastia

### Carlo II

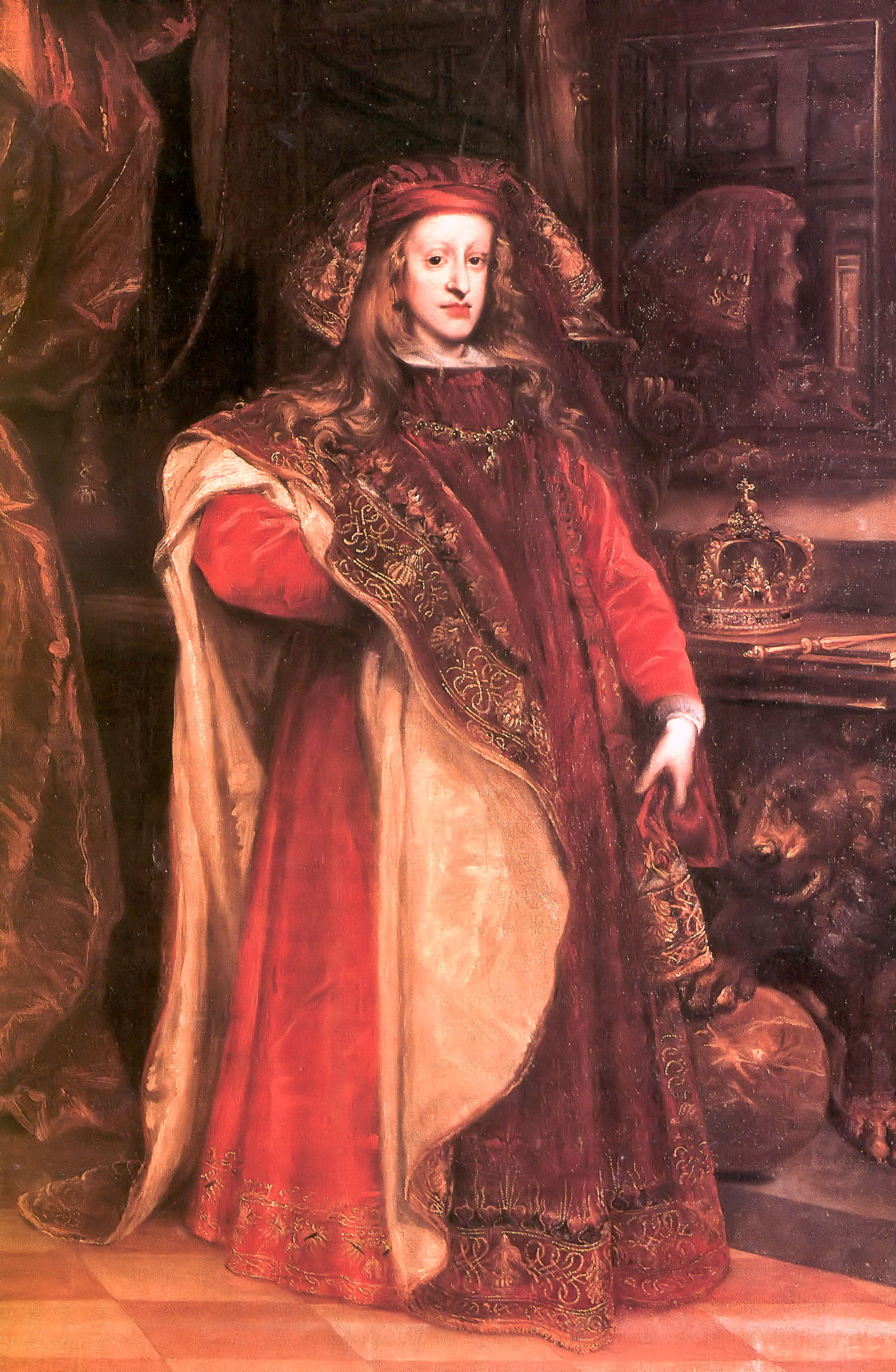
Carlo II

Nel 1598 a Filippo II succedette Filippo III (1578-1621), il quale riprese le antiche inutili guerre contro Inghilterra e Paesi Bassi; inoltre espulse dalla Spagna trecentomila mori, aggravando così la già precaria situazione economica spagnola.
Nel 1621 dopo la morte di Filippo III, venne incoronato il figlio, Filippo IV; che come suo padre, combatté nuove guerre contro Francia, Savoia, Paesi Bassi e Repubblica di Venezia; ma ne uscì sconfitto perdendo importanti territori in Italia e nelle colonie.
L'ultimo Asburgo di Spagna fu Carlo II, figlio di Filippo IV.
Come il padre si dimostrò inetto e incapace, e con le continue guerre contro la Francia, portò la Spagna nel baratro.
Carlo era malaticcio e di debole costituzione e la credenza popolare, alla quale egli stesso credette, riteneva che fosse vittima di una maledizione. Questa debolezza derivava, più probabilmente, dalla pratica di matrimoni tra consanguinei all'interno della dinastia degli Asburgo (molto frequente era il matrimonio tra primi cugini o tra zio e nipote), destinata a non disperdere i territori asburgici, ma tutt'altro che vantaggiosa dal punto di vista genetico. La madre di Carlo era figlia della sorella del padre, Maria Anna di Spagna, che fu contemporaneamente zia paterna e nonna materna di Carlo. A questo si aggiungeva che Carlo discendeva per ben 14 volte da Giovanna di Castiglia denominata "Giovanna la Pazza" per la sua infermità mentale.
Nel 1679 Carlo II sposò Maria Luisa di Borbone-Orléans, nipote di Luigi XIV di Francia, che morì nel 1689 senza avergli dato figli, e in seconde nozze la capricciosa Maria Anna del Palatinato-Neuburg, che ebbe forte influenza sul re dopo la caduta del primo ministro Oropesa. Attraverso la regina ebbe grande influenza l'arcivescovo di Toledo, il cardinale Luis Manuel Fernández Portocarrero y Guzmán.
Con la sua morte senza eredi, nel 1700, scoppiò tra Francia e Austria la guerra di successione spagnola e si estinse la dinastia asburgica in Spagna.